# Référendum constitutionnel grenadien de 2018
Le  référendum constitutionnel grenadien de 2018 a lieu le 6 novembre 2018 à la Grenade afin de modifier la constitution grenadienne pour faire de la Cour caribéenne de justice l'ultime cour d'appel du pays à la place du Comité judiciaire du Conseil privé, basé à Londres. Est également prévu le renommage en « Cour suprême des Caraïbes orientales » de l'actuelle Cour suprême de la Grenade et des états associés des Indes occidentales.
La proposition est rejetée par 55,20 % des votants, pour un taux de participation de seulement 27,8 %. Le référendum est organisé en collaboration avec le gouvernement d'Antigua-et-Barbuda où un référendum identique, rejeté lui aussi par les électeurs, a lieu le même jour. Le Premier ministre Keith Mitchell, à l'origine de la consultation, exprime sa « déception » à l'annonce des résultats mais « les accepte pleinement ».

## Contexte
Second référendum à avoir lieu dans l'île, il est organisé en collaboration avec le gouvernement d'Antigua-et-Barbuda où un référendum identique a lieu le même jour. Le gouvernement du Nouveau Parti national du Premier ministre Keith Mitchell fait de ce transfert une marque d'indépendance de l'île. La question d'une relocalisation de la cour d'appel avait déjà été proposée par son gouvernement parmi six autres questions lors du référendum grenadien de 2016. La proposition avait alors été rejetée à près de 57 % des voix,. Après avoir à nouveau remporté la totalité des sièges au parlement lors des législatives le 13 mars 2018, renouvelant ainsi le bon résultat de 2013, Keith Mitchell annonce le 4 mai sa volonté de procéder à un nouveau vote. Ce qu'il fait le 15 mai suivant en présentant au parlement un projet d'amendement de la constitution similaire à celui de 2016 à l'exception de deux points: le serment professionnel est adressé à la Couronne britannique plutôt qu'à la Grenade et le code de conduite des fonctionnaires est supprimé. Des amendements sont en tout prévus aux articles 16, 18, 39, 71, 92, 93, 102, 104, 105, 111 et aux annexes de la Constitution.
En accord avec les articles 39-5 et 39-7 de la Constitution, certaines parties de cette dernière ne peuvent être modifiées que si les deux chambres du Parlement approuvent chacune l'amendement à la majorité des deux tiers et qu'une majorité similaire est atteinte lors d'un référendum. Le 7 septembre 2018, la Chambre des représentants vote en faveur du projet à l'unanimité, suivie le 14 septembre par le Sénat qui fait de même par douze voix contre une. Le Gouverneur général Cécile La Grenade le signe quatre jours plus tard.

## Condition
Le référendum portant sur une modification de la constitution, un quorum de 66,6 % des suffrages exprimés est requis pour qu'un résultat positif soit déclaré valide.

## Résultat
| Choix                     | Votes  | %     | Quorum |
| ------------------------- | ------ | ----- | ------ |
| Pour                      | 9 848  | 44,80 | 66,7 % |
| Contre                    | 12 133 | 55,20 |        |
|                           |        |       |        |
| Votes valides             | 21 982 | 99,46 |        |
| Votes blancs et invalides | 119    | 0,54  |        |
| Total                     | 22 101 | 100   |        |
| Abstentions               | 57 309 | 72,17 |        |
| Inscrits/Participation    | 79 410 | 27,83 |        |

| Votes « Oui » (44,80 %) |  |  | Votes « Non » (55,20 %) |
| ▲                       |  |  |                         |
| Majorité absolue        |  |  |                         |